# Les Trois Inventeurs
Pour plus de détails, voir Fiche technique et Distribution.
Les Trois Inventeurs est un court métrage d'animation français réalisé par Michel Ocelot en 1980.

## Synopsis
Trois inventeurs réalisent de merveilleuses machines, mais sont en butte à l'incompréhension et à l'hostilité de la population.

## Fiche technique
- Titre : Les Trois Inventeurs
- Réalisation : Michel Ocelot
- Scénario : Michel Ocelot
- Animation : Michel Ocelot
- Musique originale : Christian Maire
- Commentaire dit par : Michel Ocelot
- Technique : papier découpé
- Directrice de production : Marcelle Ponti
- Techniciens du son : Robert Cohen-Solal (bruitages), Jean-Claude Voyeux (mixage)
- Musicienne : Claire Pradel
- Sociétés de production : Animation Art graphique Audiovisuel
- Durée : 13 minutes et 23 secondes
- Pays :  France
- Format : couleur, 35 mm

## Voix françaises
- Michel Elias
- Michel Ocelot

## Production
Le court métrage utilise la technique du papier découpé. Les personnages sont en papier blanc sur des fonds colorés bleutés.

## Distinctions
Le court métrage remporte plusieurs prix, dont le British Academy of film and television award (BAFTA) à Londres.